# Luka Magnotta
Luka Rocco Magnotta (född 24 juli år 1982 i Kanada som Eric Clinton Kirk Newman), en porrskådespelare, manlig eskort, pin-up model och striptör som dömdes till livstids fängelse år 2014 för ett flertal mycket grova brott, t.ex. mord och obscenitet.

## Belastningsregister
- Mord av första graden
- Brott mot griftefrid (såsom nekrofili och kannibalism)
- Trakasserier
- Djurplågeri

## Mental hälsa
Luka Magnotta har påståtts lida av paranoid schizofreni som tonåring, men det har uppenbarats att han brukat illegala droger vars symtom påminner om schizofrena psykoser. Han har blivit diagnosticerad med borderline och histrionisk personlighetsstörning, emellertid, samt har uppvisat narcissistiska och anti-sociala personlighetsdrag.